# Tour de Belgique 2023
 (mai 2025).
La 92e édition du Tour de Belgique, officiellement Baloise Belgium Tour 2023, a lieu du 14 au 18 juin 2023. La course fait partie du calendrier UCI ProSeries 2023 en catégorie 2.Pro et est remportée par le Néerlandais Mathieu van der Poel.

## Parcours
Le site de la basilique Notre-Dame de Montaigu accueille le départ et l’arrivée de la première étape qui effectue deux boucles différentes comprenant quelques bosses à travers la région du Hageland. La deuxième étape relie Merelbeke à la côte belge, avec une arrivée située sur le Wandelaar à Knokke-Heist. La troisième étape disputée contre-la-montre à Beveren sur 15 km compte de longues lignes droites. La quatrième étape, sous la forme d'un circuit autour de Durbuy à accomplir quatre fois, présente un relief beaucoup plus vallonné et un total de 24 côtes au programme dont l'arrivée au-dessus du Mur de Durbuy. La dernière étape se dispute dans et autour de la ville de Bruxelles. Le départ et l’arrivée se situent au pied de l’Atomium. Après une première boucle d'environ 75 km passant entre autres par Schepdael, le village de Remco Evenepoel et plusieurs communes de la région bruxelloise, une seconde boucle de 40 km passant par Merchtem et Grimbergen est à parcourir à trois reprises. Les 3e et 4e étapes devraient s'avérer les plus décisives pour le classement final.

## Équipes
| WorldTeams (6)- Alpecin-Deceuninck - Astana Qazaqstan Team - Intermarché-Circus-Wanty - Soudal Quick-Step - Team DSM - Trek-Segafredo ProTeams (10)- Bingoal WB - Bolton Equities Black Spoke Pro Cycling - Eolo-Kometa - Human Powered Health - Israel-Premier Tech - Lotto Dstny - Team Corratec-Selle Italia - Team Flanders-Baloise - Team Novo Nordisk - Uno-X Pro Cycling Team Équipes continentales (4)- Baloise Trek Lions - Beat Cycling Club - Tarteletto-Isorex - Volkerwessels Cycling Team Équipe de cyclo-cross- Pauwels Sauzen-Bingoal |
| |

## Favoris
Le grand favori de l'édition 2023 est le Néerlandais Mathieu van der Poel (Alpecin-Deceuninck), déjà vainqueur de deux Monuments cette année. Parmi les autres favoris ou outsiders, on peut citer son compatriote Nils Eekhoff (Team DSM), le jeune Belge Thibau Nys (Trek Segafredo), ses compatriotes Yves Lampaert (Soudal Quick-Step), Florian Vermeersch (Lotto Dstny) et Jasper Philipsen (Alpecin-Deceuninck), les Italiens Lorenzo Rota (Intermarché Circus Wanty) et Vincenzo Albanese (Eolo Kometa), le Norvégien Rasmus Tiller (Uno X) et le Letton Toms Skujiņš  (Trek Segafredo).

## Étapes
| Étape     | Date    | Villes étapes                           | type                        | Distance (km) | Dénivelé (m) | Vainqueur d'étape    | Leader du classement général |
| --------- | ------- | --------------------------------------- | --------------------------- | ------------- | ------------ | -------------------- | ---------------------------- |
| 1re étape | 14 juin | Montaigu-Zichem – Montaigu-Zichem       | étape de plaine             | 164,9         | 1 037 m      | Jasper Philipsen     | Jasper Philipsen             |
| 2e étape  | 15 juin | Merelbeke – Knocke-Heyst                | étape de plaine             | 175,7         | 457 m        | Fabio Jakobsen       | Fabio Jakobsen               |
| 3e étape  | 16 juin | Beveren – Beveren                       | contre-la-montre individuel | 15,2          | 37 m         | Søren Wærenskjold    | Mathieu van der Poel         |
| 4e étape  | 17 juin | Durbuy – Durbuy                         | étape vallonnée             | 172,6         | 3 230 m      | Mathieu van der Poel | Mathieu van der Poel         |
| 5e étape  | 18 juin | Ville de Bruxelles – Ville de Bruxelles | étape de plaine             | 194,8         | 1 174 m      | Fabio Jakobsen       | Mathieu van der Poel         |

## Déroulement de la course

### 1reétape
Mathieu van der Poel a été le grand animateur de cette première étape, membre de deux groupes aux longs raids dont le premier a commencé à 88 kilomètres du terme et le second s'est terminé à deux bornes de l'arrivée. Il lance encore le sprint pour son équipier Jasper Philipsen qui gagne devant Fabio Jakobsen.
| \| Classement de l'étape \| Classement de l'étape \| Classement de l'étape \| Classement de l'étape \| Classement de l'étape \| \| Coureur \| Coureur \| Pays \| Équipe \| Temps \| \| --------------------- \| --------------------- \| --------------------- \| ---------------------- \| --------------------- \| \| 1er \| Jasper Philipsen \| Belgique \| Alpecin-Deceuninck \| 3 h 38 min 14 s \| \| 2e \| Fabio Jakobsen \| Pays-Bas \| Soudal Quick-Step \| + 0 s \| \| 3e \| Timothy Dupont \| Belgique \| Tarteletto-Isorex \| + 0 s \| \| 4e \| Alexander Kristoff \| Norvège \| Uno-X Pro Cycling Team \| + 0 s \| \| 5e \| David Martín Romero \| Espagne \| Eolo-Kometa \| + 0 s \| \| 6e \| Mathieu van der Poel \| Pays-Bas \| Alpecin-Deceuninck \| + 0 s \| \| 7e \| Joris Nieuwenhuis \| Pays-Bas \| Baloise Trek Lions \| + 0 s \| \| 8e \| Ryan Kamp \| Pays-Bas \| Pauwels Sauzen-Bingoal \| + 0 s \| \| 9e \| Oded Kogut \| Israël \| Israel-Premier Tech \| + 0 s \| \| 10e \| Tom Van Asbroeck \| Belgique \| Israel-Premier Tech \| + 0 s \| |                      |          |                        |                 |
| |                      |          |                        |                 |
| Source : ProCyclingStats |                      |          |                        |                 |
| Classement de l'étape |                      |          |                        |                 |
| Coureur | Coureur              | Pays     | Équipe                 | Temps           |
| 1er | Jasper Philipsen     | Belgique | Alpecin-Deceuninck     | 3 h 38 min 14 s |
| 2e | Fabio Jakobsen       | Pays-Bas | Soudal Quick-Step      | + 0 s           |
| 3e | Timothy Dupont       | Belgique | Tarteletto-Isorex      | + 0 s           |
| 4e | Alexander Kristoff   | Norvège  | Uno-X Pro Cycling Team | + 0 s           |
| 5e | David Martín Romero  | Espagne  | Eolo-Kometa            | + 0 s           |
| 6e | Mathieu van der Poel | Pays-Bas | Alpecin-Deceuninck     | + 0 s           |
| 7e | Joris Nieuwenhuis    | Pays-Bas | Baloise Trek Lions     | + 0 s           |
| 8e | Ryan Kamp            | Pays-Bas | Pauwels Sauzen-Bingoal | + 0 s           |
| 9e | Oded Kogut           | Israël   | Israel-Premier Tech    | + 0 s           |
| 10e | Tom Van Asbroeck     | Belgique | Israel-Premier Tech    | + 0 s           |

| \| Classement général \| Classement général \| Classement général \| Classement général \| Classement général \| \| Coureur \| Coureur \| Pays \| Équipe \| Temps \| \| ------------------ \| -------------------- \| ------------------ \| ---------------------- \| ------------------ \| \| 1er \| Jasper Philipsen \| Belgique \| Alpecin-Deceuninck \| 3 h 38 min 04 s \| \| 2e \| Mathieu van der Poel \| Pays-Bas \| Alpecin-Deceuninck \| + 2 s \| \| 3e \| Fabio Jakobsen \| Pays-Bas \| Soudal Quick-Step \| + 4 s \| \| 4e \| Casper Pedersen \| Danemark \| Soudal Quick-Step \| + 4 s \| \| 5e \| Timothy Dupont \| Belgique \| Tarteletto-Isorex \| + 6 s \| \| 6e \| Rasmus Tiller \| Norvège \| Uno-X Pro Cycling Team \| + 7 s \| \| 7e \| Jasper De Buyst \| Belgique \| Lotto Dstny \| + 9 s \| \| 8e \| Alexander Kristoff \| Norvège \| Uno-X Pro Cycling Team \| + 10 s \| \| 9e \| David Martín Romero \| Espagne \| Eolo-Kometa \| + 10 s \| \| 10e \| Joris Nieuwenhuis \| Pays-Bas \| Baloise Trek Lions \| + 10 s \| |                      |          |                        |                 |
| |                      |          |                        |                 |
| Source : ProCyclingStats |                      |          |                        |                 |
| Classement général |                      |          |                        |                 |
| Coureur | Coureur              | Pays     | Équipe                 | Temps           |
| 1er | Jasper Philipsen     | Belgique | Alpecin-Deceuninck     | 3 h 38 min 04 s |
| 2e | Mathieu van der Poel | Pays-Bas | Alpecin-Deceuninck     | + 2 s           |
| 3e | Fabio Jakobsen       | Pays-Bas | Soudal Quick-Step      | + 4 s           |
| 4e | Casper Pedersen      | Danemark | Soudal Quick-Step      | + 4 s           |
| 5e | Timothy Dupont       | Belgique | Tarteletto-Isorex      | + 6 s           |
| 6e | Rasmus Tiller        | Norvège  | Uno-X Pro Cycling Team | + 7 s           |
| 7e | Jasper De Buyst      | Belgique | Lotto Dstny            | + 9 s           |
| 8e | Alexander Kristoff   | Norvège  | Uno-X Pro Cycling Team | + 10 s          |
| 9e | David Martín Romero  | Espagne  | Eolo-Kometa            | + 10 s          |
| 10e | Joris Nieuwenhuis    | Pays-Bas | Baloise Trek Lions     | + 10 s          |

### 2eétape
Les chutes de Jasper Philipsen (Alpecin Deceuninck) et de Caleb Ewan (Lotto Dstny) à un peu plus de trois kilomètres de l’arrivée ont sans doute profité à Fabio Jakobsen (Soudal Quick-Step) qui s'impose après avoir été parfaitement lancé par son équipier Michael Mørkøv. Jakobsen s'empare du maillot de leader.
| \| Classement de l'étape \| Classement de l'étape \| Classement de l'étape \| Classement de l'étape \| Classement de l'étape \| \| Coureur \| Coureur \| Pays \| Équipe \| Temps \| \| --------------------- \| --------------------- \| --------------------- \| --------------------------------------- \| --------------------- \| \| 1er \| Fabio Jakobsen \| Pays-Bas \| Soudal Quick-Step \| 3 h 52 min 07 s \| \| 2e \| Mathieu van der Poel \| Pays-Bas \| Alpecin-Deceuninck \| + 0 s \| \| 3e \| Jasper De Buyst \| Belgique \| Lotto Dstny \| + 0 s \| \| 4e \| Alexander Kristoff \| Norvège \| Uno-X Pro Cycling Team \| + 0 s \| \| 5e \| Søren Wærenskjold \| Norvège \| Uno-X Pro Cycling Team \| + 0 s \| \| 6e \| Gerben Thijssen \| Belgique \| Intermarché-Circus-Wanty \| + 0 s \| \| 7e \| Rory Townsend \| Irlande \| Bolton Equities Black Spoke Pro Cycling \| + 0 s \| \| 8e \| Emīls Liepiņš \| Lettonie \| Trek-Segafredo \| + 0 s \| \| 9e \| Oded Kogut \| Israël \| Israel-Premier Tech \| + 0 s \| \| 10e \| Matteo Malucelli \| Italie \| Bingoal WB \| + 0 s \| |                      |          |                                         |                 |
| |                      |          |                                         |                 |
| Source : ProCyclingStats |                      |          |                                         |                 |
| Classement de l'étape |                      |          |                                         |                 |
| Coureur | Coureur              | Pays     | Équipe                                  | Temps           |
| 1er | Fabio Jakobsen       | Pays-Bas | Soudal Quick-Step                       | 3 h 52 min 07 s |
| 2e | Mathieu van der Poel | Pays-Bas | Alpecin-Deceuninck                      | + 0 s           |
| 3e | Jasper De Buyst      | Belgique | Lotto Dstny                             | + 0 s           |
| 4e | Alexander Kristoff   | Norvège  | Uno-X Pro Cycling Team                  | + 0 s           |
| 5e | Søren Wærenskjold    | Norvège  | Uno-X Pro Cycling Team                  | + 0 s           |
| 6e | Gerben Thijssen      | Belgique | Intermarché-Circus-Wanty                | + 0 s           |
| 7e | Rory Townsend        | Irlande  | Bolton Equities Black Spoke Pro Cycling | + 0 s           |
| 8e | Emīls Liepiņš        | Lettonie | Trek-Segafredo                          | + 0 s           |
| 9e | Oded Kogut           | Israël   | Israel-Premier Tech                     | + 0 s           |
| 10e | Matteo Malucelli     | Italie   | Bingoal WB                              | + 0 s           |

| \| Classement général \| Classement général \| Classement général \| Classement général \| Classement général \| \| Coureur \| Coureur \| Pays \| Équipe \| Temps \| \| ------------------ \| -------------------- \| ------------------ \| ---------------------- \| ------------------ \| \| 1er \| Fabio Jakobsen \| Pays-Bas \| Soudal Quick-Step \| 7 h 30 min 05 s \| \| 2e \| Mathieu van der Poel \| Pays-Bas \| Alpecin-Deceuninck \| + 0 s \| \| 3e \| Jasper De Buyst \| Belgique \| Lotto Dstny \| + 7 s \| \| 4e \| Casper Pedersen \| Danemark \| Soudal Quick-Step \| + 10 s \| \| 5e \| Rasmus Tiller \| Norvège \| Uno-X Pro Cycling Team \| + 10 s \| \| 6e \| Timothy Dupont \| Belgique \| Tarteletto-Isorex \| + 12 s \| \| 7e \| Mathias Vacek \| Tchéquie \| Trek-Segafredo \| + 13 s \| \| 8e \| Yves Lampaert \| Belgique \| Soudal Quick-Step \| + 13 s \| \| 9e \| Florian Vermeersch \| Belgique \| Lotto Dstny \| + 15 s \| \| 10e \| Jasper Stuyven \| Belgique \| Trek-Segafredo \| + 15 s \| |                      |          |                        |                 |
| |                      |          |                        |                 |
| Source : ProCyclingStats |                      |          |                        |                 |
| Classement général |                      |          |                        |                 |
| Coureur | Coureur              | Pays     | Équipe                 | Temps           |
| 1er | Fabio Jakobsen       | Pays-Bas | Soudal Quick-Step      | 7 h 30 min 05 s |
| 2e | Mathieu van der Poel | Pays-Bas | Alpecin-Deceuninck     | + 0 s           |
| 3e | Jasper De Buyst      | Belgique | Lotto Dstny            | + 7 s           |
| 4e | Casper Pedersen      | Danemark | Soudal Quick-Step      | + 10 s          |
| 5e | Rasmus Tiller        | Norvège  | Uno-X Pro Cycling Team | + 10 s          |
| 6e | Timothy Dupont       | Belgique | Tarteletto-Isorex      | + 12 s          |
| 7e | Mathias Vacek        | Tchéquie | Trek-Segafredo         | + 13 s          |
| 8e | Yves Lampaert        | Belgique | Soudal Quick-Step      | + 13 s          |
| 9e | Florian Vermeersch   | Belgique | Lotto Dstny            | + 15 s          |
| 10e | Jasper Stuyven       | Belgique | Trek-Segafredo         | + 15 s          |

### 3eétape
| \| Classement de l'étape \| Classement de l'étape \| Classement de l'étape \| Classement de l'étape \| Classement de l'étape \| \| Coureur \| Coureur \| Pays \| Équipe \| Temps \| \| --------------------- \| --------------------- \| --------------------- \| --------------------------------------- \| --------------------- \| \| 1er \| Søren Wærenskjold \| Norvège \| Uno-X Pro Cycling Team \| 17 min 09 s \| \| 2e \| Yves Lampaert \| Belgique \| Soudal Quick-Step \| + 12 s \| \| 3e \| Alexander Edmondson \| Australie \| Team DSM \| + 13 s \| \| 4e \| Mathieu van der Poel \| Pays-Bas \| Alpecin-Deceuninck \| + 15 s \| \| 5e \| Jasper Stuyven \| Belgique \| Trek-Segafredo \| + 18 s \| \| 6e \| Jannik Steimle \| Allemagne \| Soudal Quick-Step \| + 19 s \| \| 7e \| Aaron Gate \| Nouvelle-Zélande \| Bolton Equities Black Spoke Pro Cycling \| + 19 s \| \| 8e \| Casper Pedersen \| Danemark \| Soudal Quick-Step \| + 26 s \| \| 9e \| Cees Bol \| Pays-Bas \| Astana Qazaqstan Team \| + 28 s \| \| 10e \| Sam Welsford \| Australie \| Team DSM \| + 30 s \| |                      |                  |                                         |             |
| |                      |                  |                                         |             |
| Source : ProCyclingStats |                      |                  |                                         |             |
| Classement de l'étape |                      |                  |                                         |             |
| Coureur | Coureur              | Pays             | Équipe                                  | Temps       |
| 1er | Søren Wærenskjold    | Norvège          | Uno-X Pro Cycling Team                  | 17 min 09 s |
| 2e | Yves Lampaert        | Belgique         | Soudal Quick-Step                       | + 12 s      |
| 3e | Alexander Edmondson  | Australie        | Team DSM                                | + 13 s      |
| 4e | Mathieu van der Poel | Pays-Bas         | Alpecin-Deceuninck                      | + 15 s      |
| 5e | Jasper Stuyven       | Belgique         | Trek-Segafredo                          | + 18 s      |
| 6e | Jannik Steimle       | Allemagne        | Soudal Quick-Step                       | + 19 s      |
| 7e | Aaron Gate           | Nouvelle-Zélande | Bolton Equities Black Spoke Pro Cycling | + 19 s      |
| 8e | Casper Pedersen      | Danemark         | Soudal Quick-Step                       | + 26 s      |
| 9e | Cees Bol             | Pays-Bas         | Astana Qazaqstan Team                   | + 28 s      |
| 10e | Sam Welsford         | Australie        | Team DSM                                | + 30 s      |

| \| Classement général \| Classement général \| Classement général \| Classement général \| Classement général \| \| Coureur \| Coureur \| Pays \| Équipe \| Temps \| \| ------------------ \| -------------------- \| ------------------ \| ---------------------- \| ------------------ \| \| 1er \| Mathieu van der Poel \| Pays-Bas \| Alpecin-Deceuninck \| 7 h 47 min 29 s \| \| 2e \| Søren Wærenskjold \| Norvège \| Uno-X Pro Cycling Team \| + 1 s \| \| 3e \| Yves Lampaert \| Belgique \| Soudal Quick-Step \| + 10 s \| \| 4e \| Jasper Stuyven \| Belgique \| Trek-Segafredo \| + 18 s \| \| 5e \| Casper Pedersen \| Danemark \| Soudal Quick-Step \| + 21 s \| \| 6e \| Rasmus Tiller \| Norvège \| Uno-X Pro Cycling Team \| + 29 s \| \| 7e \| Jasper De Buyst \| Belgique \| Lotto Dstny \| + 32 s \| \| 8e \| Florian Vermeersch \| Belgique \| Lotto Dstny \| + 34 s \| \| 9e \| Mathias Vacek \| Tchéquie \| Trek-Segafredo \| + 34 s \| \| 10e \| Ben Hermans \| Belgique \| Israel-Premier Tech \| + 42 s \| |                      |          |                        |                 |
| |                      |          |                        |                 |
| Source : ProCyclingStats |                      |          |                        |                 |
| Classement général |                      |          |                        |                 |
| Coureur | Coureur              | Pays     | Équipe                 | Temps           |
| 1er | Mathieu van der Poel | Pays-Bas | Alpecin-Deceuninck     | 7 h 47 min 29 s |
| 2e | Søren Wærenskjold    | Norvège  | Uno-X Pro Cycling Team | + 1 s           |
| 3e | Yves Lampaert        | Belgique | Soudal Quick-Step      | + 10 s          |
| 4e | Jasper Stuyven       | Belgique | Trek-Segafredo         | + 18 s          |
| 5e | Casper Pedersen      | Danemark | Soudal Quick-Step      | + 21 s          |
| 6e | Rasmus Tiller        | Norvège  | Uno-X Pro Cycling Team | + 29 s          |
| 7e | Jasper De Buyst      | Belgique | Lotto Dstny            | + 32 s          |
| 8e | Florian Vermeersch   | Belgique | Lotto Dstny            | + 34 s          |
| 9e | Mathias Vacek        | Tchéquie | Trek-Segafredo         | + 34 s          |
| 10e | Ben Hermans          | Belgique | Israel-Premier Tech    | + 42 s          |

### 4eétape
Mathieu van der Poel attaque dans la côte de Petite-Somme à 36 km de l'arrivée et augmente régulièrement son avance sur le peloton. Mathias Vacek part en contre-attaque. Mais le Tchèque est repris et dépassé par un trio (Casper Pedersen, Thibau Nys et Søren Wærenskjold) à moins de 10 km de l'arrivée. Van der Poel s'impose au sommet du Mur de Durbuy et consolide sa première place au classement général.
| \| Classement de l'étape \| Classement de l'étape \| Classement de l'étape \| Classement de l'étape \| Classement de l'étape \| \| Coureur \| Coureur \| Pays \| Équipe \| Temps \| \| --------------------- \| --------------------- \| --------------------- \| ------------------------ \| --------------------- \| \| 1er \| Mathieu van der Poel \| Pays-Bas \| Alpecin-Deceuninck \| 4 h 09 min 42 s \| \| 2e \| Thibau Nys \| Belgique \| Trek-Segafredo \| + 16 s \| \| 3e \| Casper Pedersen \| Danemark \| Soudal Quick-Step \| + 18 s \| \| 4e \| Søren Wærenskjold \| Norvège \| Uno-X Pro Cycling Team \| + 20 s \| \| 5e \| Jasper De Buyst \| Belgique \| Lotto Dstny \| + 26 s \| \| 6e \| Christian Scaroni \| Italie \| Astana Qazaqstan Team \| + 26 s \| \| 7e \| Vincenzo Albanese \| Italie \| Eolo-Kometa \| + 28 s \| \| 8e \| Yves Lampaert \| Belgique \| Soudal Quick-Step \| + 30 s \| \| 9e \| Jonas Abrahamsen \| Norvège \| Uno-X Pro Cycling Team \| + 30 s \| \| 10e \| Lorenzo Rota \| Italie \| Intermarché-Circus-Wanty \| + 32 s \| |                      |          |                          |                 |
| |                      |          |                          |                 |
| Source : ProCyclingStats |                      |          |                          |                 |
| Classement de l'étape |                      |          |                          |                 |
| Coureur | Coureur              | Pays     | Équipe                   | Temps           |
| 1er | Mathieu van der Poel | Pays-Bas | Alpecin-Deceuninck       | 4 h 09 min 42 s |
| 2e | Thibau Nys           | Belgique | Trek-Segafredo           | + 16 s          |
| 3e | Casper Pedersen      | Danemark | Soudal Quick-Step        | + 18 s          |
| 4e | Søren Wærenskjold    | Norvège  | Uno-X Pro Cycling Team   | + 20 s          |
| 5e | Jasper De Buyst      | Belgique | Lotto Dstny              | + 26 s          |
| 6e | Christian Scaroni    | Italie   | Astana Qazaqstan Team    | + 26 s          |
| 7e | Vincenzo Albanese    | Italie   | Eolo-Kometa              | + 28 s          |
| 8e | Yves Lampaert        | Belgique | Soudal Quick-Step        | + 30 s          |
| 9e | Jonas Abrahamsen     | Norvège  | Uno-X Pro Cycling Team   | + 30 s          |
| 10e | Lorenzo Rota         | Italie   | Intermarché-Circus-Wanty | + 32 s          |

| \| Classement général \| Classement général \| Classement général \| Classement général \| Classement général \| \| Coureur \| Coureur \| Pays \| Équipe \| Temps \| \| ------------------ \| -------------------- \| ------------------ \| ---------------------- \| ------------------ \| \| 1er \| Mathieu van der Poel \| Pays-Bas \| Alpecin-Deceuninck \| 11 h 56 min 52 s \| \| 2e \| Søren Wærenskjold \| Norvège \| Uno-X Pro Cycling Team \| + 40 s \| \| 3e \| Casper Pedersen \| Danemark \| Soudal Quick-Step \| + 53 s \| \| 4e \| Yves Lampaert \| Belgique \| Soudal Quick-Step \| + 59 s \| \| 5e \| Jasper Stuyven \| Belgique \| Trek-Segafredo \| + 1 min 10 s \| \| 6e \| Jasper De Buyst \| Belgique \| Lotto Dstny \| + 1 min 17 s \| \| 7e \| Florian Vermeersch \| Belgique \| Lotto Dstny \| + 1 min 25 s \| \| 8e \| Ben Hermans \| Belgique \| Israel-Premier Tech \| + 1 min 35 s \| \| 9e \| Mathias Vacek \| Tchéquie \| Trek-Segafredo \| + 1 min 46 s \| \| 10e \| Toms Skujiņš \| Lettonie \| Trek-Segafredo \| + 1 min 47 s \| |                      |          |                        |                  |
| |                      |          |                        |                  |
| Source : ProCyclingStats |                      |          |                        |                  |
| Classement général |                      |          |                        |                  |
| Coureur | Coureur              | Pays     | Équipe                 | Temps            |
| 1er | Mathieu van der Poel | Pays-Bas | Alpecin-Deceuninck     | 11 h 56 min 52 s |
| 2e | Søren Wærenskjold    | Norvège  | Uno-X Pro Cycling Team | + 40 s           |
| 3e | Casper Pedersen      | Danemark | Soudal Quick-Step      | + 53 s           |
| 4e | Yves Lampaert        | Belgique | Soudal Quick-Step      | + 59 s           |
| 5e | Jasper Stuyven       | Belgique | Trek-Segafredo         | + 1 min 10 s     |
| 6e | Jasper De Buyst      | Belgique | Lotto Dstny            | + 1 min 17 s     |
| 7e | Florian Vermeersch   | Belgique | Lotto Dstny            | + 1 min 25 s     |
| 8e | Ben Hermans          | Belgique | Israel-Premier Tech    | + 1 min 35 s     |
| 9e | Mathias Vacek        | Tchéquie | Trek-Segafredo         | + 1 min 46 s     |
| 10e | Toms Skujiņš         | Lettonie | Trek-Segafredo         | + 1 min 47 s     |

### 5eétape
Les sept échappés repris, le sprint est remporté au pied de l'Atomium par Fabio Jakobsen qui gagne sa seconde étape sur ce Tour de Belgique.
| \| Classement de l'étape \| Classement de l'étape \| Classement de l'étape \| Classement de l'étape \| Classement de l'étape \| \| Coureur \| Coureur \| Pays \| Équipe \| Temps \| \| --------------------- \| --------------------- \| --------------------- \| --------------------------- \| --------------------- \| \| 1er \| Fabio Jakobsen \| Pays-Bas \| Soudal Quick-Step \| 4 h 12 min 38 s \| \| 2e \| Jasper Philipsen \| Belgique \| Alpecin-Deceuninck \| + 0 s \| \| 3e \| Thibau Nys \| Belgique \| Trek-Segafredo \| + 0 s \| \| 4e \| Cees Bol \| Pays-Bas \| Astana Qazaqstan Team \| + 0 s \| \| 5e \| Alexander Kristoff \| Norvège \| Uno-X Pro Cycling Team \| + 0 s \| \| 6e \| Oded Kogut \| Israël \| Israel Premier Tech Academy \| + 0 s \| \| 7e \| Caleb Ewan \| Australie \| Lotto Dstny \| + 0 s \| \| 8e \| Emiel Vermeulen \| Belgique \| BEAT Cycling Club \| + 0 s \| \| 9e \| Gerben Thijssen \| Belgique \| Intermarché-Circus-Wanty \| + 0 s \| \| 10e \| Mathieu van der Poel \| Pays-Bas \| Alpecin-Deceuninck \| + 0 s \| |                      |           |                             |                 |
| |                      |           |                             |                 |
| Source : ProCyclingStats |                      |           |                             |                 |
| Classement de l'étape |                      |           |                             |                 |
| Coureur | Coureur              | Pays      | Équipe                      | Temps           |
| 1er | Fabio Jakobsen       | Pays-Bas  | Soudal Quick-Step           | 4 h 12 min 38 s |
| 2e | Jasper Philipsen     | Belgique  | Alpecin-Deceuninck          | + 0 s           |
| 3e | Thibau Nys           | Belgique  | Trek-Segafredo              | + 0 s           |
| 4e | Cees Bol             | Pays-Bas  | Astana Qazaqstan Team       | + 0 s           |
| 5e | Alexander Kristoff   | Norvège   | Uno-X Pro Cycling Team      | + 0 s           |
| 6e | Oded Kogut           | Israël    | Israel Premier Tech Academy | + 0 s           |
| 7e | Caleb Ewan           | Australie | Lotto Dstny                 | + 0 s           |
| 8e | Emiel Vermeulen      | Belgique  | BEAT Cycling Club           | + 0 s           |
| 9e | Gerben Thijssen      | Belgique  | Intermarché-Circus-Wanty    | + 0 s           |
| 10e | Mathieu van der Poel | Pays-Bas  | Alpecin-Deceuninck          | + 0 s           |

## Classements finals

### Classement général final
| \| Classement général \| Classement général \| Classement général \| Classement général \| Classement général \| \| Coureur \| Coureur \| Pays \| Équipe \| Temps \| \| ------------------ \| -------------------- \| ------------------ \| ---------------------- \| ------------------ \| \| 1er \| Mathieu van der Poel \| Pays-Bas \| Alpecin-Deceuninck \| 16 h 09 min 30 s \| \| 2e \| Søren Wærenskjold \| Norvège \| Uno-X Pro Cycling Team \| + 40 s \| \| 3e \| Casper Pedersen \| Danemark \| Soudal Quick-Step \| + 53 s \| \| 4e \| Yves Lampaert \| Belgique \| Soudal Quick-Step \| + 59 s \| \| 5e \| Jasper Stuyven \| Belgique \| Trek-Segafredo \| + 1 min 10 s \| \| 6e \| Jasper De Buyst \| Belgique \| Lotto Dstny \| + 1 min 17 s \| \| 7e \| Florian Vermeersch \| Belgique \| Lotto Dstny \| + 1 min 25 s \| \| 8e \| Ben Hermans \| Belgique \| Israel-Premier Tech \| + 1 min 35 s \| \| 9e \| Mathias Vacek \| Tchéquie \| Trek-Segafredo \| + 1 min 44 s \| \| 10e \| Toms Skujiņš \| Lettonie \| Trek-Segafredo \| + 1 min 46 s \| |                      |          |                        |                  |
| |                      |          |                        |                  |
| Source : ProCyclingStats |                      |          |                        |                  |
| Classement général |                      |          |                        |                  |
| Coureur | Coureur              | Pays     | Équipe                 | Temps            |
| 1er | Mathieu van der Poel | Pays-Bas | Alpecin-Deceuninck     | 16 h 09 min 30 s |
| 2e | Søren Wærenskjold    | Norvège  | Uno-X Pro Cycling Team | + 40 s           |
| 3e | Casper Pedersen      | Danemark | Soudal Quick-Step      | + 53 s           |
| 4e | Yves Lampaert        | Belgique | Soudal Quick-Step      | + 59 s           |
| 5e | Jasper Stuyven       | Belgique | Trek-Segafredo         | + 1 min 10 s     |
| 6e | Jasper De Buyst      | Belgique | Lotto Dstny            | + 1 min 17 s     |
| 7e | Florian Vermeersch   | Belgique | Lotto Dstny            | + 1 min 25 s     |
| 8e | Ben Hermans          | Belgique | Israel-Premier Tech    | + 1 min 35 s     |
| 9e | Mathias Vacek        | Tchéquie | Trek-Segafredo         | + 1 min 44 s     |
| 10e | Toms Skujiņš         | Lettonie | Trek-Segafredo         | + 1 min 46 s     |

### Classements annexes

#### Classement par équipes
| Classement par équipes | Classement par équipes                  | Classement par équipes | Classement par équipes |
| Équipe                 | Équipe                                  | Pays                   | Temps                  |
| ---------------------- | --------------------------------------- | ---------------------- | ---------------------- |
| 1re                    | Trek-Segafredo                          | États-Unis             | 48 h 32 min 42 s       |
| 2e                     | Soudal Quick-Step                       | Belgique               | + 35 s                 |
| 3e                     | Uno-X Pro Cycling Team                  | Norvège                | + 1 min 54 s           |
| 4e                     | Intermarché-Circus-Wanty                | Belgique               | + 3 min 11 s           |
| 5e                     | Alpecin-Deceuninck                      | Belgique               | + 3 min 21 s           |
| 6e                     | Israel-Premier Tech                     | Israël                 | + 5 min 07 s           |
| 7e                     | Team Flanders-Baloise                   | Belgique               | + 5 min 31 s           |
| 8e                     | Lotto Dstny                             | Belgique               | + 6 min 25 s           |
| 9e                     | Eolo-Kometa                             | Italie                 | + 6 min 51 s           |
| 10e                    | Bolton Equities Black Spoke Pro Cycling | Nouvelle-Zélande       | + 17 min 34 s          |

## Liste des participants
| Soudal Quick-Step SOQ | Soudal Quick-Step SOQ        | Soudal Quick-Step SOQ |
| --------------------- | ---------------------------- | --------------------- |
| Num                   | Coureur                      | Pos                   |
| 1                     | Fabio Jakobsen (NED) (route) | 54e                   |
| 2                     | Tim Declercq (BEL)           | 22e                   |
| 3                     | Yves Lampaert (BEL)          | 4e                    |
| 4                     | Michael Mørkøv (DEN)         | 69e                   |
| 5                     | Casper Pedersen (DEN)        | 3e                    |
| 6                     | Jannik Steimle (GER)         | 77e                   |
| 7                     | Stan Van Tricht (BEL)        | 31e                   |

| Alpecin-Deceuninck ADC | Alpecin-Deceuninck ADC     | Alpecin-Deceuninck ADC |
| ---------------------- | -------------------------- | ---------------------- |
| Num                    | Coureur                    | Pos                    |
| 11                     | Mathieu van der Poel (NED) | 1er                    |
| 12                     | Jasper Philipsen (BEL)     | 26e                    |
| 13                     | Dries De Bondt (BEL)       | 51e                    |
| 14                     | Senne Leysen (BEL)         | 85e                    |
| 15                     | Jonas Rickaert (BEL)       | 50e                    |
| 16                     | Ramon Sinkeldam (NED)      | 59e                    |
| 17                     | Gianni Vermeersch (BEL)    | 24e                    |

| Trek-Segafredo TFS | Trek-Segafredo TFS          | Trek-Segafredo TFS |
| ------------------ | --------------------------- | ------------------ |
| Num                | Coureur                     | Pos                |
| 21                 | Jasper Stuyven (BEL)        | 5e                 |
| 22                 | Thibau Nys (BEL)            | 53e                |
| 23                 | Emīls Liepiņš (LAT) (route) | 35e                |
| 24                 | Toms Skujiņš (LAT) (chrono) | 10e                |
| 25                 | Asbjørn Hellemose (DEN)     | AB-5               |
| 26                 | Mathias Vacek (CZE)         | 9e                 |
| 27                 | Otto Vergaerde (BEL)        | AB-1               |

| Intermarché-Circus-Wanty ICW | Intermarché-Circus-Wanty ICW | Intermarché-Circus-Wanty ICW |
| ---------------------------- | ---------------------------- | ---------------------------- |
| Num                          | Coureur                      | Pos                          |
| 31                           | Gerben Thijssen (BEL)        | 97e                          |
| 32                           | Aimé De Gendt (BEL)          | 12e                          |
| 33                           | Hugo Page (FRA)              | 19e                          |
| 34                           | Lorenzo Rota (ITA)           | 11e                          |
| 35                           | Sven Erik Bystrøm (NOR)      | 32e                          |
| 36                           | Boy van Poppel (NED)         | 87e                          |
| 37                           | Loïc Vliegen (BEL)           | 21e                          |

| Lotto Dstny LTD | Lotto Dstny LTD          | Lotto Dstny LTD |
| --------------- | ------------------------ | --------------- |
| Num             | Coureur                  | Pos             |
| 41              | Caleb Ewan (AUS)         | 33e             |
| 42              | Jarrad Drizners (AUS)    | 107e            |
| 43              | Frederik Frison (BEL)    | 44e             |
| 44              | Sébastien Grignard (BEL) | 78e             |
| 45              | Jacopo Guarnieri (ITA)   | 61e             |
| 46              | Jasper De Buyst (BEL)    | 6e              |
| 47              | Florian Vermeersch (BEL) | 7e              |

| Team DSM DSM | Team DSM DSM              | Team DSM DSM |
| ------------ | ------------------------- | ------------ |
| Num          | Coureur                   | Pos          |
| 51           | John Degenkolb (GER)      | 46e          |
| 52           | Joost Brinkman (NED)      | HD-1         |
| 53           | Alexander Edmondson (AUS) | 94e          |
| 54           | Nils Eekhoff (NED)        | 88e          |
| 55           | Niklas Märkl (GER)        | 28e          |
| 56           | Casper van Uden (NED)     |              |
| 57           | Sam Welsford (AUS)        | 79e          |

| Astana Qazaqstan Team AST | Astana Qazaqstan Team AST    | Astana Qazaqstan Team AST |
| ------------------------- | ---------------------------- | ------------------------- |
| Num                       | Coureur                      | Pos                       |
| 61                        | Cees Bol (NED)               | 74e                       |
| 62                        | Yuriy Natarov (KAZ) (chrono) |                           |
| 63                        | Nurbergen Nurlykhassym (KAZ) | 92e                       |
| 64                        | Christian Scaroni (ITA)      | 66e                       |
| 65                        | Manuele Boaro (ITA)          | 122e                      |
| 66                        | Davide Martinelli (ITA)      | 101e                      |
| 67                        | Gleb Syritsa                 | 86e                       |

| Israel-Premier Tech IPT | Israel-Premier Tech IPT | Israel-Premier Tech IPT |
| ----------------------- | ----------------------- | ----------------------- |
| Num                     | Coureur                 | Pos                     |
| 71                      | Sep Vanmarcke (BEL)     | 73e                     |
| 72                      | Ben Hermans (BEL)       | 8e                      |
| 73                      | Jens Reynders (BEL)     | AB-5                    |
| 74                      | Oded Kogut (ISR)        | 48e                     |
| 75                      | Guy Sagiv (ISR)         | 89e                     |
| 76                      | Tom Van Asbroeck (BEL)  | 20e                     |
| 77                      | Marco Frigo (ITA)       | 45e                     |

| Team Flanders-Baloise TFB | Team Flanders-Baloise TFB | Team Flanders-Baloise TFB |
| ------------------------- | ------------------------- | ------------------------- |
| Num                       | Coureur                   | Pos                       |
| 81                        | Jenno Berckmoes (BEL)     | 47e                       |
| 82                        | Vito Braet (BEL)          | 25e                       |
| 83                        | Alex Colman (BEL)         | 90e                       |
| 84                        | Sander De Pestel (BEL)    | 14e                       |
| 85                        | Elias Maris (BEL)         | 43e                       |
| 86                        | Aaron Van Poucke (BEL)    | 70e                       |
| 87                        | Ward Vanhoof (BEL)        | 34e                       |

| Bingoal WB BWB | Bingoal WB BWB                 | Bingoal WB BWB |
| -------------- | ------------------------------ | -------------- |
| Num            | Coureur                        | Pos            |
| 91             | Cériel Desal (BEL)             | 40e            |
| 92             | Rémy Mertz (BEL)               | 84e            |
| 93             | Matteo Malucelli (ITA)         | 102e           |
| 94             | Ludovic Robeet (BEL)           | 72e            |
| 95             | Luca Van Boven (BEL)           | 49e            |
| 96             | Guillaume Van Keirsbulck (BEL) | 81e            |
| 97             | Kenneth Van Rooy (BEL)         | 41e            |

| Bolton Equities Black Spoke Pro Cycling BEB | Bolton Equities Black Spoke Pro Cycling BEB | Bolton Equities Black Spoke Pro Cycling BEB |
| ------------------------------------------- | ------------------------------------------- | ------------------------------------------- |
| Num                                         | Coureur                                     | Pos                                         |
| 101                                         | Ryan Christensen (NZL)                      | 42e                                         |
| 102                                         | Logan Currie (NZL)                          | 36e                                         |
| 103                                         | James Fouché (NZL)                          | 104e                                        |
| 104                                         | Aaron Gate (NZL) (chrono)                   | 75e                                         |
| 105                                         | Ollie Jones (NZL)                           | 115e                                        |
| 106                                         | Jacob Scott (GBR)                           | 56e                                         |
| 107                                         | Rory Townsend (IRL) (route)                 | 16e                                         |

| Team Corratec-Selle Italia COR | Team Corratec-Selle Italia COR | Team Corratec-Selle Italia COR |
| ------------------------------ | ------------------------------ | ------------------------------ |
| Num                            | Coureur                        | Pos                            |
| 111                            | Stefano Gandin (ITA)           | 112e                           |
| 112                            | Charlie Quarterman (GBR)       | 113e                           |
| 113                            | Lorenzo Quartucci (ITA)        | 95e                            |
| 114                            | Jan Stöckli (SUI)              | AB-1                           |
| 115                            | Etienne van Empel (NED)        | 120e                           |
| 116                            | Attilio Viviani (ITA)          | AB-1                           |
| 117                            | Samuele Zambelli (ITA)         | 106e                           |

| Eolo-Kometa EOK | Eolo-Kometa EOK            | Eolo-Kometa EOK |
| --------------- | -------------------------- | --------------- |
| Num             | Coureur                    | Pos             |
| 121             | Vincenzo Albanese (ITA)    | 27e             |
| 122             | Erik Fetter (HUN) (chrono) | 17e             |
| 123             | Giovanni Lonardi (ITA)     | 100e            |
| 124             | Mirco Maestri (ITA)        | 58e             |
| 125             | David Martín Romero (ESP)  | 67e             |
| 126             | Andrea Pietrobon (ITA)     | 109e            |
| 127             | Javier Serrano (ESP)       | 117e            |

| Human Powered Health HPM | Human Powered Health HPM | Human Powered Health HPM |
| ------------------------ | ------------------------ | ------------------------ |
| Num                      | Coureur                  | Pos                      |
| 131                      | Scott McGill (USA)       | 83e                      |
| 132                      | August Jensen (NOR)      | 105e                     |
| 133                      | Wessel Krul (NED)        | 80e                      |
| 134                      | Bart Lemmen (NED)        | 15e                      |
| 135                      | Barnabás Peák (HUN)      | 111e                     |
| 136                      | Gijs Van Hoecke (BEL)    | 52e                      |
| 137                      | Matthew Gibson (GBR)     | AB-5                     |

| Team Novo Nordisk TNN | Team Novo Nordisk TNN | Team Novo Nordisk TNN |
| --------------------- | --------------------- | --------------------- |
| Num                   | Coureur               | Pos                   |
| 141                   | Hamish Beadle (NZL)   | 125e                  |
| 142                   | Declan Irvine (AUS)   | 118e                  |
| 143                   | Matyáš Kopecký (CZE)  | 98e                   |
| 144                   | Péter Kusztor (HUN)   | 62e                   |
| 145                   | Andrea Peron (ITA)    | 65e                   |
| 146                   | Umberto Poli (ITA)    | 123e                  |
| 147                   | Filippo Ridolfo (ITA) | 114e                  |

| Uno-X Pro Cycling Team UXT | Uno-X Pro Cycling Team UXT  | Uno-X Pro Cycling Team UXT |
| -------------------------- | --------------------------- | -------------------------- |
| Num                        | Coureur                     | Pos                        |
| 151                        | Alexander Kristoff (NOR)    | 37e                        |
| 152                        | Jonas Abrahamsen (NOR)      | 18e                        |
| 153                        | Stian Fredheim (NOR)        | 110e                       |
| 154                        | William Blume Levy (DEN)    | 57e                        |
| 155                        | Erik Nordsæter Resell (NOR) | 23e                        |
| 156                        | Rasmus Tiller (NOR) (route) | 13e                        |
| 157                        | Søren Wærenskjold (NOR)     | 2e                         |

| Baloise Trek Lions TBL | Baloise Trek Lions TBL  | Baloise Trek Lions TBL |
| ---------------------- | ----------------------- | ---------------------- |
| Num                    | Coureur                 | Pos                    |
| 161                    | Dietmar Ledegen (BEL)   | NP-5                   |
| 162                    | David Haverdings (NED)  | NP-5                   |
| 163                    | Ward Huybs (BEL)        | NP-5                   |
| 164                    | Daan Mariën (BEL)       | NP-5                   |
| 165                    | Joris Nieuwenhuis (NED) | NP-5                   |
| 166                    | Pim Ronhaar (NED)       | NP-5                   |
| 167                    | Lars van der Haar (NED) | NP-5                   |

| Pauwels Sauzen-Bingoal PSB | Pauwels Sauzen-Bingoal PSB   | Pauwels Sauzen-Bingoal PSB |
| -------------------------- | ---------------------------- | -------------------------- |
| Num                        | Coureur                      | Pos                        |
| 171                        | Eli Iserbyt (BEL)            | AB-1                       |
| 172                        | Kay De Bruyckere (BEL)       | 96e                        |
| 173                        | Ryan Kamp (NED)              | 64e                        |
| 174                        | Yorben Lauryssen (BEL)       | 121e                       |
| 175                        | Angelo Van Den Bossche (BEL) | AB-1                       |
| 176                        | Lukas Vanderlinden (BEL)     | 124e                       |
| 177                        | Michael Vanthourenhout (BEL) | 93e                        |

| BEAT Cycling Club BCY | BEAT Cycling Club BCY   | BEAT Cycling Club BCY |
| --------------------- | ----------------------- | --------------------- |
| Num                   | Coureur                 | Pos                   |
| 181                   | Stijn Daemen (NED)      | 55e                   |
| 182                   | Gil D'Heygere (BEL)     | NP-3                  |
| 183                   | Guillaume Visser (NED)  | 108e                  |
| 184                   | Vincent Hoppezak (NED)  | 103e                  |
| 185                   | Lucas Janssen (NED)     | 119e                  |
| 186                   | Jochem Kerckhaert (NED) | 30e                   |
| 187                   | Emiel Vermeulen (BEL)   | 82e                   |

| Tarteletto-Isorex TIS | Tarteletto-Isorex TIS     | Tarteletto-Isorex TIS |
| --------------------- | ------------------------- | --------------------- |
| Num                   | Coureur                   | Pos                   |
| 191                   | Timothy Dupont (BEL)      | 38e                   |
| 192                   | Maxime De Poorter (BEL)   | 99e                   |
| 193                   | Jonas Geens (BEL)         | 29e                   |
| 194                   | Andreas Goeman (BEL)      | 39e                   |
| 195                   | Gianni Marchand (BEL)     | 91e                   |
| 196                   | Thomas Joseph (BEL)       | 63e                   |
| 197                   | Kobe Vanoverschelde (BEL) | 116e                  |

| VolkerWessels Cycling Team VWE | VolkerWessels Cycling Team VWE  | VolkerWessels Cycling Team VWE |
| ------------------------------ | ------------------------------- | ------------------------------ |
| Num                            | Coureur                         | Pos                            |
| 201                            | Zak Coleman (GBR)               | AB-4                           |
| 202                            | Timo de Jong (NED)              | 60e                            |
| 203                            | Jasper Haest (NED)              | 76e                            |
| 204                            | Bert-Jan Lindeman (NED)         | AB-5                           |
| 205                            | Peter Schulting (NED)           | NP-5                           |
| 206                            | Daan van Sintmaartensdijk (NED) | AB-4                           |
| 207                            | Thimo Willems (BEL)             | 71e                            |

| Soudal Quick-Step SOQ | Soudal Quick-Step SOQ        | Soudal Quick-Step SOQ |
| --------------------- | ---------------------------- | --------------------- |
| Num                   | Coureur                      | Pos                   |
| 1                     | Fabio Jakobsen (NED) (route) | 54e                   |
| 2                     | Tim Declercq (BEL)           | 22e                   |
| 3                     | Yves Lampaert (BEL)          | 4e                    |
| 4                     | Michael Mørkøv (DEN)         | 69e                   |
| 5                     | Casper Pedersen (DEN)        | 3e                    |
| 6                     | Jannik Steimle (GER)         | 77e                   |
| 7                     | Stan Van Tricht (BEL)        | 31e                   |

| Alpecin-Deceuninck ADC | Alpecin-Deceuninck ADC     | Alpecin-Deceuninck ADC |
| ---------------------- | -------------------------- | ---------------------- |
| Num                    | Coureur                    | Pos                    |
| 11                     | Mathieu van der Poel (NED) | 1er                    |
| 12                     | Jasper Philipsen (BEL)     | 26e                    |
| 13                     | Dries De Bondt (BEL)       | 51e                    |
| 14                     | Senne Leysen (BEL)         | 85e                    |
| 15                     | Jonas Rickaert (BEL)       | 50e                    |
| 16                     | Ramon Sinkeldam (NED)      | 59e                    |
| 17                     | Gianni Vermeersch (BEL)    | 24e                    |

| Trek-Segafredo TFS | Trek-Segafredo TFS          | Trek-Segafredo TFS |
| ------------------ | --------------------------- | ------------------ |
| Num                | Coureur                     | Pos                |
| 21                 | Jasper Stuyven (BEL)        | 5e                 |
| 22                 | Thibau Nys (BEL)            | 53e                |
| 23                 | Emīls Liepiņš (LAT) (route) | 35e                |
| 24                 | Toms Skujiņš (LAT) (chrono) | 10e                |
| 25                 | Asbjørn Hellemose (DEN)     | AB-5               |
| 26                 | Mathias Vacek (CZE)         | 9e                 |
| 27                 | Otto Vergaerde (BEL)        | AB-1               |

| Intermarché-Circus-Wanty ICW | Intermarché-Circus-Wanty ICW | Intermarché-Circus-Wanty ICW |
| ---------------------------- | ---------------------------- | ---------------------------- |
| Num                          | Coureur                      | Pos                          |
| 31                           | Gerben Thijssen (BEL)        | 97e                          |
| 32                           | Aimé De Gendt (BEL)          | 12e                          |
| 33                           | Hugo Page (FRA)              | 19e                          |
| 34                           | Lorenzo Rota (ITA)           | 11e                          |
| 35                           | Sven Erik Bystrøm (NOR)      | 32e                          |
| 36                           | Boy van Poppel (NED)         | 87e                          |
| 37                           | Loïc Vliegen (BEL)           | 21e                          |

| Lotto Dstny LTD | Lotto Dstny LTD          | Lotto Dstny LTD |
| --------------- | ------------------------ | --------------- |
| Num             | Coureur                  | Pos             |
| 41              | Caleb Ewan (AUS)         | 33e             |
| 42              | Jarrad Drizners (AUS)    | 107e            |
| 43              | Frederik Frison (BEL)    | 44e             |
| 44              | Sébastien Grignard (BEL) | 78e             |
| 45              | Jacopo Guarnieri (ITA)   | 61e             |
| 46              | Jasper De Buyst (BEL)    | 6e              |
| 47              | Florian Vermeersch (BEL) | 7e              |

| Team DSM DSM | Team DSM DSM              | Team DSM DSM |
| ------------ | ------------------------- | ------------ |
| Num          | Coureur                   | Pos          |
| 51           | John Degenkolb (GER)      | 46e          |
| 52           | Joost Brinkman (NED)      | HD-1         |
| 53           | Alexander Edmondson (AUS) | 94e          |
| 54           | Nils Eekhoff (NED)        | 88e          |
| 55           | Niklas Märkl (GER)        | 28e          |
| 56           | Casper van Uden (NED)     |              |
| 57           | Sam Welsford (AUS)        | 79e          |

| Astana Qazaqstan Team AST | Astana Qazaqstan Team AST    | Astana Qazaqstan Team AST |
| ------------------------- | ---------------------------- | ------------------------- |
| Num                       | Coureur                      | Pos                       |
| 61                        | Cees Bol (NED)               | 74e                       |
| 62                        | Yuriy Natarov (KAZ) (chrono) |                           |
| 63                        | Nurbergen Nurlykhassym (KAZ) | 92e                       |
| 64                        | Christian Scaroni (ITA)      | 66e                       |
| 65                        | Manuele Boaro (ITA)          | 122e                      |
| 66                        | Davide Martinelli (ITA)      | 101e                      |
| 67                        | Gleb Syritsa                 | 86e                       |

| Israel-Premier Tech IPT | Israel-Premier Tech IPT | Israel-Premier Tech IPT |
| ----------------------- | ----------------------- | ----------------------- |
| Num                     | Coureur                 | Pos                     |
| 71                      | Sep Vanmarcke (BEL)     | 73e                     |
| 72                      | Ben Hermans (BEL)       | 8e                      |
| 73                      | Jens Reynders (BEL)     | AB-5                    |
| 74                      | Oded Kogut (ISR)        | 48e                     |
| 75                      | Guy Sagiv (ISR)         | 89e                     |
| 76                      | Tom Van Asbroeck (BEL)  | 20e                     |
| 77                      | Marco Frigo (ITA)       | 45e                     |

| Team Flanders-Baloise TFB | Team Flanders-Baloise TFB | Team Flanders-Baloise TFB |
| ------------------------- | ------------------------- | ------------------------- |
| Num                       | Coureur                   | Pos                       |
| 81                        | Jenno Berckmoes (BEL)     | 47e                       |
| 82                        | Vito Braet (BEL)          | 25e                       |
| 83                        | Alex Colman (BEL)         | 90e                       |
| 84                        | Sander De Pestel (BEL)    | 14e                       |
| 85                        | Elias Maris (BEL)         | 43e                       |
| 86                        | Aaron Van Poucke (BEL)    | 70e                       |
| 87                        | Ward Vanhoof (BEL)        | 34e                       |

| Bingoal WB BWB | Bingoal WB BWB                 | Bingoal WB BWB |
| -------------- | ------------------------------ | -------------- |
| Num            | Coureur                        | Pos            |
| 91             | Cériel Desal (BEL)             | 40e            |
| 92             | Rémy Mertz (BEL)               | 84e            |
| 93             | Matteo Malucelli (ITA)         | 102e           |
| 94             | Ludovic Robeet (BEL)           | 72e            |
| 95             | Luca Van Boven (BEL)           | 49e            |
| 96             | Guillaume Van Keirsbulck (BEL) | 81e            |
| 97             | Kenneth Van Rooy (BEL)         | 41e            |

| Bolton Equities Black Spoke Pro Cycling BEB | Bolton Equities Black Spoke Pro Cycling BEB | Bolton Equities Black Spoke Pro Cycling BEB |
| ------------------------------------------- | ------------------------------------------- | ------------------------------------------- |
| Num                                         | Coureur                                     | Pos                                         |
| 101                                         | Ryan Christensen (NZL)                      | 42e                                         |
| 102                                         | Logan Currie (NZL)                          | 36e                                         |
| 103                                         | James Fouché (NZL)                          | 104e                                        |
| 104                                         | Aaron Gate (NZL) (chrono)                   | 75e                                         |
| 105                                         | Ollie Jones (NZL)                           | 115e                                        |
| 106                                         | Jacob Scott (GBR)                           | 56e                                         |
| 107                                         | Rory Townsend (IRL) (route)                 | 16e                                         |

| Team Corratec-Selle Italia COR | Team Corratec-Selle Italia COR | Team Corratec-Selle Italia COR |
| ------------------------------ | ------------------------------ | ------------------------------ |
| Num                            | Coureur                        | Pos                            |
| 111                            | Stefano Gandin (ITA)           | 112e                           |
| 112                            | Charlie Quarterman (GBR)       | 113e                           |
| 113                            | Lorenzo Quartucci (ITA)        | 95e                            |
| 114                            | Jan Stöckli (SUI)              | AB-1                           |
| 115                            | Etienne van Empel (NED)        | 120e                           |
| 116                            | Attilio Viviani (ITA)          | AB-1                           |
| 117                            | Samuele Zambelli (ITA)         | 106e                           |

| Eolo-Kometa EOK | Eolo-Kometa EOK            | Eolo-Kometa EOK |
| --------------- | -------------------------- | --------------- |
| Num             | Coureur                    | Pos             |
| 121             | Vincenzo Albanese (ITA)    | 27e             |
| 122             | Erik Fetter (HUN) (chrono) | 17e             |
| 123             | Giovanni Lonardi (ITA)     | 100e            |
| 124             | Mirco Maestri (ITA)        | 58e             |
| 125             | David Martín Romero (ESP)  | 67e             |
| 126             | Andrea Pietrobon (ITA)     | 109e            |
| 127             | Javier Serrano (ESP)       | 117e            |

| Human Powered Health HPM | Human Powered Health HPM | Human Powered Health HPM |
| ------------------------ | ------------------------ | ------------------------ |
| Num                      | Coureur                  | Pos                      |
| 131                      | Scott McGill (USA)       | 83e                      |
| 132                      | August Jensen (NOR)      | 105e                     |
| 133                      | Wessel Krul (NED)        | 80e                      |
| 134                      | Bart Lemmen (NED)        | 15e                      |
| 135                      | Barnabás Peák (HUN)      | 111e                     |
| 136                      | Gijs Van Hoecke (BEL)    | 52e                      |
| 137                      | Matthew Gibson (GBR)     | AB-5                     |

| Team Novo Nordisk TNN | Team Novo Nordisk TNN | Team Novo Nordisk TNN |
| --------------------- | --------------------- | --------------------- |
| Num                   | Coureur               | Pos                   |
| 141                   | Hamish Beadle (NZL)   | 125e                  |
| 142                   | Declan Irvine (AUS)   | 118e                  |
| 143                   | Matyáš Kopecký (CZE)  | 98e                   |
| 144                   | Péter Kusztor (HUN)   | 62e                   |
| 145                   | Andrea Peron (ITA)    | 65e                   |
| 146                   | Umberto Poli (ITA)    | 123e                  |
| 147                   | Filippo Ridolfo (ITA) | 114e                  |

| Uno-X Pro Cycling Team UXT | Uno-X Pro Cycling Team UXT  | Uno-X Pro Cycling Team UXT |
| -------------------------- | --------------------------- | -------------------------- |
| Num                        | Coureur                     | Pos                        |
| 151                        | Alexander Kristoff (NOR)    | 37e                        |
| 152                        | Jonas Abrahamsen (NOR)      | 18e                        |
| 153                        | Stian Fredheim (NOR)        | 110e                       |
| 154                        | William Blume Levy (DEN)    | 57e                        |
| 155                        | Erik Nordsæter Resell (NOR) | 23e                        |
| 156                        | Rasmus Tiller (NOR) (route) | 13e                        |
| 157                        | Søren Wærenskjold (NOR)     | 2e                         |

| Baloise Trek Lions TBL | Baloise Trek Lions TBL  | Baloise Trek Lions TBL |
| ---------------------- | ----------------------- | ---------------------- |
| Num                    | Coureur                 | Pos                    |
| 161                    | Dietmar Ledegen (BEL)   | NP-5                   |
| 162                    | David Haverdings (NED)  | NP-5                   |
| 163                    | Ward Huybs (BEL)        | NP-5                   |
| 164                    | Daan Mariën (BEL)       | NP-5                   |
| 165                    | Joris Nieuwenhuis (NED) | NP-5                   |
| 166                    | Pim Ronhaar (NED)       | NP-5                   |
| 167                    | Lars van der Haar (NED) | NP-5                   |

| Pauwels Sauzen-Bingoal PSB | Pauwels Sauzen-Bingoal PSB   | Pauwels Sauzen-Bingoal PSB |
| -------------------------- | ---------------------------- | -------------------------- |
| Num                        | Coureur                      | Pos                        |
| 171                        | Eli Iserbyt (BEL)            | AB-1                       |
| 172                        | Kay De Bruyckere (BEL)       | 96e                        |
| 173                        | Ryan Kamp (NED)              | 64e                        |
| 174                        | Yorben Lauryssen (BEL)       | 121e                       |
| 175                        | Angelo Van Den Bossche (BEL) | AB-1                       |
| 176                        | Lukas Vanderlinden (BEL)     | 124e                       |
| 177                        | Michael Vanthourenhout (BEL) | 93e                        |

| BEAT Cycling Club BCY | BEAT Cycling Club BCY   | BEAT Cycling Club BCY |
| --------------------- | ----------------------- | --------------------- |
| Num                   | Coureur                 | Pos                   |
| 181                   | Stijn Daemen (NED)      | 55e                   |
| 182                   | Gil D'Heygere (BEL)     | NP-3                  |
| 183                   | Guillaume Visser (NED)  | 108e                  |
| 184                   | Vincent Hoppezak (NED)  | 103e                  |
| 185                   | Lucas Janssen (NED)     | 119e                  |
| 186                   | Jochem Kerckhaert (NED) | 30e                   |
| 187                   | Emiel Vermeulen (BEL)   | 82e                   |

| Tarteletto-Isorex TIS | Tarteletto-Isorex TIS     | Tarteletto-Isorex TIS |
| --------------------- | ------------------------- | --------------------- |
| Num                   | Coureur                   | Pos                   |
| 191                   | Timothy Dupont (BEL)      | 38e                   |
| 192                   | Maxime De Poorter (BEL)   | 99e                   |
| 193                   | Jonas Geens (BEL)         | 29e                   |
| 194                   | Andreas Goeman (BEL)      | 39e                   |
| 195                   | Gianni Marchand (BEL)     | 91e                   |
| 196                   | Thomas Joseph (BEL)       | 63e                   |
| 197                   | Kobe Vanoverschelde (BEL) | 116e                  |

| VolkerWessels Cycling Team VWE | VolkerWessels Cycling Team VWE  | VolkerWessels Cycling Team VWE |
| ------------------------------ | ------------------------------- | ------------------------------ |
| Num                            | Coureur                         | Pos                            |
| 201                            | Zak Coleman (GBR)               | AB-4                           |
| 202                            | Timo de Jong (NED)              | 60e                            |
| 203                            | Jasper Haest (NED)              | 76e                            |
| 204                            | Bert-Jan Lindeman (NED)         | AB-5                           |
| 205                            | Peter Schulting (NED)           | NP-5                           |
| 206                            | Daan van Sintmaartensdijk (NED) | AB-4                           |
| 207                            | Thimo Willems (BEL)             | 71e                            |

## Évolution des classements
| Étape              | Vainqueur            | Classement général   | Classement par points | Classement du meilleur jeune |
| ------------------ | -------------------- | -------------------- | --------------------- | ---------------------------- |
| 1                  | Jasper Philipsen     | Jasper Philipsen     | Jasper Philipsen      | Oded Kogut                   |
| 2                  | Fabio Jakobsen       | Fabio Jakobsen       | Fabio Jakobsen        | Mathias Vacek                |
| 3                  | Søren Wærenskjold    | Mathieu van der Poel | Fabio Jakobsen        | Mathias Vacek                |
| 4                  | Mathieu van der Poel | Mathieu van der Poel | Mathieu van der Poel  | Mathias Vacek                |
| 5                  | Fabio Jakobsen       | Mathieu van der Poel | Mathieu van der Poel  | Mathias Vacek                |
| Classements finals | Classements finals   | Mathieu van der Poel | Mathieu van der Poel  | Mathias Vacek                |